# Террористический акт в Нэшвилле
Террористический акт в Нашвилле — взрыв фургона, произошедший 25 декабря 2020 года в американском городе Нашвилл, столице штата Теннесси.

## Хроника событий
В 1:22 ночи фургон со взрывчаткой прибыл на 2-ю Авеню Нэшвилла и был оставлен в центре города возле здания трансляции AT&T. В пятницу, 25 декабря, в 06:30 утра (15:30 по Московскому времени) фургон был взорван. Три человека получили ранения, они были доставлены в больницу, их состояние стабильное. Взрывная волна прошла сразу по нескольким кварталам и повредила десятки зданий, были разрушены больше 40 офисов, магазинов и ресторанов. По словам губернатора штата Билла Ли, материальный ущерб от взрыва исчисляется миллионами долларов. Взрыв вызвал перебои в работе службы AT&T в США, прежде всего в центральном Теннесси из-за повреждения инфраструктуры сервисного центра AT&T, расположенного недалеко от места взрыва.
Вскоре после теракта группа по обезвреживанию бомб вместе с полицией и федеральными агентами прибыла на место происшествия для сбора улик. На месте взрыва были обнаружены останки человека. Их отправили в судебно-медицинскую экспертизу. По заявлению работников правоохранительных органов, взрыв фургона произошёл в результате преднамеренных действий. ФБР и полиция города начали расследование преступления. Была объявлена награда за любую информацию о взрыве.
ФБР удалось установить личность 63-летнего Энтони Куинна Уорнера (17 января 1957 — 25 декабря 2020), погибшего в результате взрыва. Нет никаких доказательств того, что к нападению был причастен кто-либо ещё.